# Sétif (tỉnh)
Sétif Province (tiếng Ả Rập: ولاية سطيف) là một tỉnh ở đông bắc Algérie. Tỉnh lỵ và là thành phố lớn nhất tỉnh này là Sétif, thành phố lớn tiếp theo là El Eulma. Di sản thế giới Djémila nằm ở tỉnh này.

## Các đơn vị hành chính
Tỉnh này gồm 20 huyện và 60 đô thị. Các huyện bao gồm:
- Aïn Arnat
- Béni Aziz
- Béni Ourtilane
- Bouandas
- Aïn Oulmane
- Aïn Azel
- El Eulma
- Bougaâ
- Aïn El Kébira
- Salah Bey
- Hammam Guergour
- Amoucha
- Guidjel
- Babor
- Hammam Souhna
- Djémila
- Maoklane
- Guenzet
- Bir El Arch
- Đô thị cấp huyện: Sétif